# Methuselah Foundation

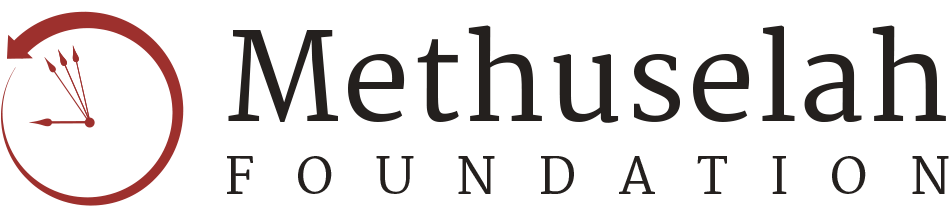
Logo Merhuselah Foundation.

Methuselah Foundation – organizacja non-profit, zajmująca się badaniami w kierunku przedłużania życia, założona przez biogerontologa Aubreya de Grey i Davida Gobela, z siedzibą w Springfield w stanie Wirginia w Stanach Zjednoczonych. Nazwa fundacji pochodzi od imienia postaci biblijnej Matuzalema, często stosowanego na określenie osoby żyjącej bardzo długo.
Działalność fundacji realizuje się przez projekty:
- My Bridge 4 Life – portal społecznościowy dla ludzi z problemami zdrowotnymi[2][3],
- Mprize – nagroda pieniężna dla osoby, która znacznie odmłodzi lub przedłuży życie myszy,
- NewOrgan Prize,
- różne wspólne projekty pod hasłem MLife Sciences.

## Bieżące projekty

### NewOrgan Prize
Nagroda 10 mln dolarów stanowi wyzwanie dla naukowców, aby do 2020 roku wytwarzanie organów z komórek pacjenta i przeszczepianie ich stały się rzeczywistością. Ogłoszona w kwietniu 2010 roku nagroda będzie przyznana pierwszemu naukowcowi, który urzeczywistni kopiowanie i transplantację organów.
Fundacja chce położyć kres obecnemu stanowi rzeczy: oczekiwaniu na śmierć dawcy organu, odrzucaniu przeszczepionego organu, ograniczonej długości życia z lekami immunosupresyjnymi, i umieraniu pacjentów, zanim zostanie im przeszczepiony konieczny organ. Fundacja stoi na stanowisku, że oferowanie nagród przyspiesza dokonywanie wynalazków.

### Mprize
W 2003 roku de Grey i Gobel ufundowali Mprize (znaną też jako Methuselah Mouse Prize), nagrodę stworzoną w celu przyspieszenia badań nad skutecznym przedłużeniem życia, poprzez wynagrodzenie finansowe badaczy, którzy przedłużą zdrowe życie myszy do niespotykanej długości. (Zwykła długość życia myszy hodowlanych to 1,5–2 lata, czasem dożywają 3 lat). De Grey w marcu 2005 roku skomentował ufundowanie nagrody następująco: „Jeśli mamy wynaleźć rzeczywiste terapie regeneracyjne, z których skorzystają nie tylko przyszłe pokolenia, ale my żyjący obecnie, musimy zachęcić naukowców do pracy nad problemem starzenia” („if we are to bring about real regenerative therapies that will benefit not just future generations, but those of us who are alive today, we must encourage scientists to work on the problem of aging”). O nagrodzie mówiło wiele mediów, również BBC i Fortune.
Fundacja jest zdania, że jeśli uda się odwrócić procesy starzenia u myszy, ogromna ilość funduszy zostanie przeznaczona na podobne badania u ludzi, być może finansowane przez rząd podobnie jak Projekt poznania ludzkiego genomu, lub przez firmy prywatne.
W sierpniu 2005 roku wartość nagrody wynosiła 1,5 mln USD, w listopadzie 2005 – 3 mln USD, a w grudniu 2006 – 4 mln USD.

#### Zasady przyznawania nagrody i obecni zdobywcy
Fundacja obecnie przyznaje nagrodę w dwóch kategoriach:
- Długowieczność: za wydłużenie życia,
- Odmłodzenie: za rozpoczęcie interwencji w starszym wieku (i jej efekty).

Jeśli dotychczasowy rekord zostanie pobity, badacz otrzymuje kwotę stosowną do obecnej wartości nagrody, zależną od procenta, o jaki pobił dotychczasowy rekord.
Nagroda w kategorii długowieczności może być przyznana za dowolny rodzaj interwencji, łącznie z selektywnym rozmnażaniem i inżynierią genetyczną; wystarczy przedstawić jedną mysz. W 2009 roku wygrała mysz, której receptor hormonu wzrostu został genetycznie wyłączony; żyła 1819 dni (prawie 5 lat). Mysz wyhodował Andrzej Bartke z Geriatrics Research na wydziale medycyny w Southern Illinois University School of Medicine w Springfield w stanie Illinois.
Nagroda w kategorii odmłodzenia bazuje na recenzowanych studiach obejmujących przynajmniej 40 zwierząt (20 poddanych eksperymentom i 20 będących grupą kontrolną). Terapia może zacząć się dopiero w średnim wieku myszy i pod uwagę brana jest średnia długość życia 10% najdłużej żyjących poddanych terapii myszy. W 2009 roku rekord wynosił 1356 dni (ok. 3,7 roku); terapia polegała na ograniczeniu spożywanych kalorii.
Do listopada 2004 roku, fundacja oferowała nagrodę w kategorii odmłodzenia na innych zasadach: terapię można było zacząć w dowolnym wieku, a dni przed terapią liczyły się podwójnie. Zwycięzcą okazała się mysz, której nie poddano żadnej diecie ani zabiegom farmakologicznym, jedynie wzbogacono jej środowisko. Żyła 1551 dni (ok. 4,2 lat).

### MLife Sciences
MLife Sciences to ogólna nazwa dla wielu projektów, w których bierze udział fundacja. Jeden z nich to Organovo, Inc., firma medycyny regeneracyjnej, dzięki której Methuselah Foundation zamierza drukować trójwymiarowo nowe organy i tkanki z DNA pacjentów.

## Projekty historyczne

### Inicjatywa badawcza dla osób bez stopnia naukowego
Zaproponowana w kwietniu 2008 roku, The Methuselah Foundation Undergraduate Research Initiative (MFURI) wspierała studentów college’u w dowolnej dziedzinie naukowej wiedzą i logistyką, w prowadzeniu projektów zgodnych z profilem Methuselah Foundation na rzecz radykalnego przedłużenia życia ludzkiego. MFURI umożliwiało studentom z terenu Stanów Zjednoczonych zyskać punkty, stypendia, i ocenę swoich starań. Studenci z innych krajów mogli aplikować o stypendia. Projektem MFURI zarządzała grupa wolontariuszy, koordynatorów i superwizorów. W marcu 2009 MFURI przeniosło się spod patronatu Methuselah Foundation do SENS Foundation, gdzie nosi nazwę Academic Initiative. W sierpniu 2011 roku zapowiedziano kolejne zmiany jak podzielenie projektu na działy. Szczegóły ogłoszono na konferencji SENS w Cambridge (31 sierpnia – 4 września 2011).

## Personel
Przywódcy Methuselah Foundation to:
- David Gobel, założyciel i Chief Executive Officer
- Roger Holzberg, Chief Executive Officer and Founder, My Bridge 4 Life / Creative Advisor, MFoundation
- Keith Murphy, Chief Executive Officer i President, Organovo
- David Jacobs, Silverstone Solutions Founder & CEO
- Robert Cohen, Miromatrix CEO

## Sponsorzy
16 września 2006 roku Peter Thiel, współzałożyciel i były CEO systemu płatności on-line PayPal, ogłosił, że przekaże 3,5 miliona USD dla Methuselah Foundation „aby wesprzeć badania na rzecz złagodzenia i następnie odwrócenia słabości spowodowanej starzeniem się” („to support scientific research into the alleviation and eventual reversal of the debilities caused by aging”).
Justin Bonomo, zawodowy gracz w pokera, ofiarował 5% jego wygranych w turniejach.